# 台湾の文学
台湾の文学（たいわんのぶんがく）は、長期的な政治的、地理的な制約により中国文学の支流または辺陲文学として捉えられることが多く、その発展には大きな制約が存在した。また外部からの統治者による広義の植民地として一貫された書写系統が確立されることがなかった。その状況下で原住民の口承文学、中国古文、白話文、日本語、台湾語などによる多様な言語による台湾文学が成立することとなった。
このような多様な言語が生み出す意識形態、省籍矛盾、植民地文化などの衝突は台湾文学を根本で定義することが困難な情況を生み出している。
台湾の文学は日本統治時代の新文学、反共文学及び現代主義文学をその発祥とし、1970年代以降に懐郷、郷土、政治、女性文学が登場し、2000年代に更に新しい形態が登場し台湾文学の中の重要な地位を占めるに至っている。このほか励志文学やネット文学などが多元化の潮流に合わせ発展、相互競争を繰り返しながら新しいメディアで紹介され、新しい台湾文学の一面を形成している。現在映像メディアの脅威にさらされながらも、台湾の文学は旧来の様式を基礎に新たな様式を創造し発展を続けている。

## 台湾の伝統文学
広義での台湾の伝統文学とは漢文、特に古文で書かれた作品を意味し、鄭氏政権の時代より継続して発展してきた。鄭氏政権時代の沈光文の文集、鄭経の『東壁楼集』などが台湾伝統文学を代表する作品であり、また東吟社の創立は台湾における詩社の先駆となった。清初、郁永河による『裨海紀遊』、黄叔璥の『台海使槎録』は有名な遊宦の散文である。清代の本土文人である諸羅の王克捷、澎湖の蔡廷蘭、彰化の陳肇興、淡水の黄敬、曹敬、新竹の鄭用錫、林占梅などが代表的な文人である。それ以外に宦遊人士劉家謀の『海音詩』、『観海集』などは当時の社会情況を反映した作品を残している。清末の宦遊人士としては王凱泰、楊浚、林豪、呉子光、唐景崧が、本土詩人としては陳維英、李夢洋、丘逢甲、施士浩などが知られている。特に台南及び台北に着任した唐景崧は地方文学を盛んにして、詩歌を台湾に普及させた点が評価されている。

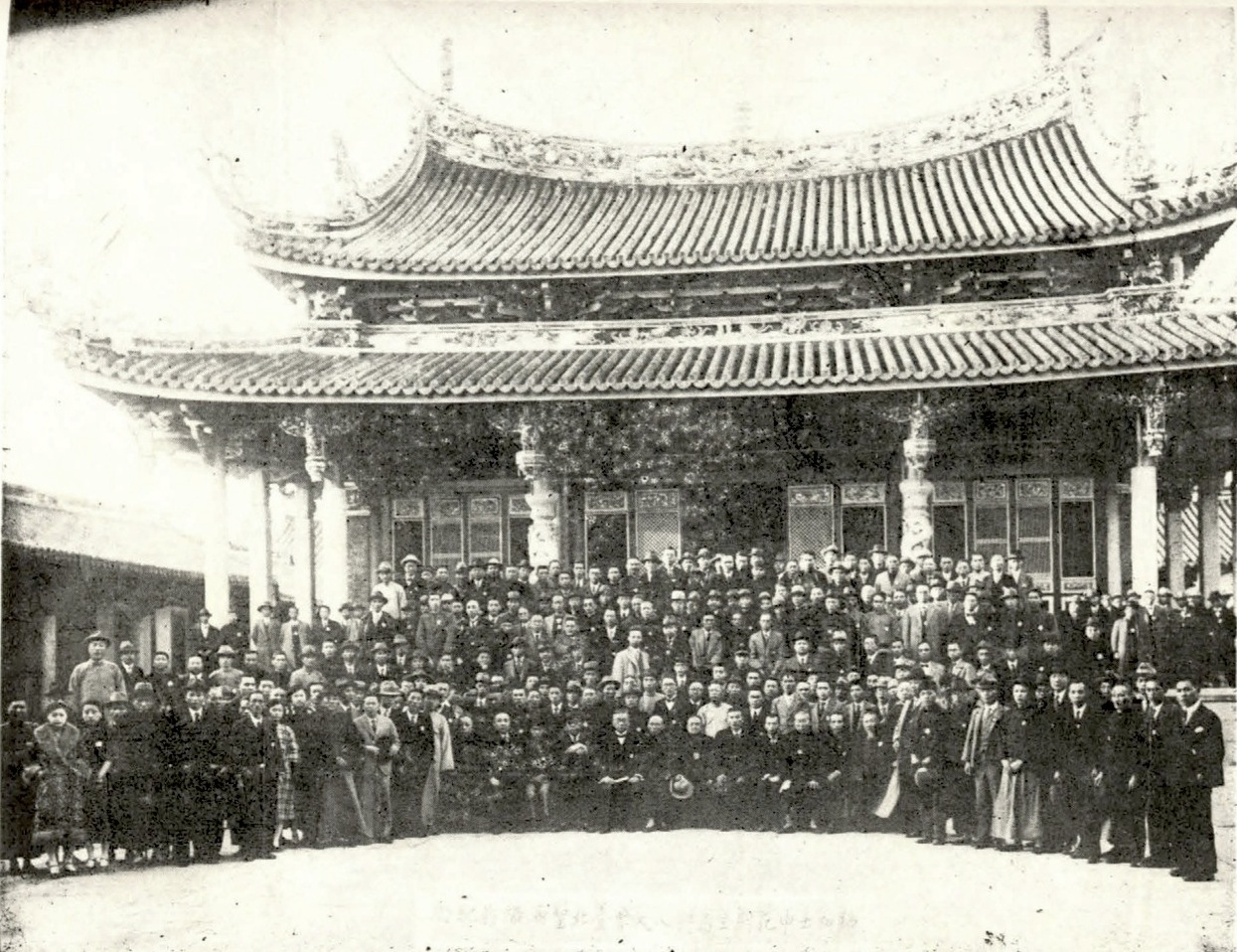
昭和7年全島詩人大会写真。

これらの伝統的な文学は日本統治時代になっても発展を続け、連雅堂が発行した月刊誌『台湾詩薈』では伝統的な文学の記録に大きく貢献している。またこの時期には台湾全島で370を越える詩社が成立し、その中でも台湾中部の櫟社、南部の南社、北部の瀛社などが代表的なものである。そして頼和、周定山、陳虚谷、王敏川、林荊南等の新旧文学双方で活躍する文人も登場している。日本統治時代の文学雑誌としては『詩報』が最も歴史あるものとして刊行され、それ以外に『風月報』（『南方』）、『台湾文芸叢誌』、『崇聖道徳報』、『南瀛佛教会報』などにより多くの伝統的な文学作品が発表されている。日本統治時代の台湾文壇を代表する林献堂の作品としては1927年に台湾文化協会が分裂した際に欧米を遊学した際の『環球遊記』が代表作として知られている。林献堂は1927年から1954年にかけて『灌園日記』を発表、台湾文学史上最も重要な私文学として高い評価を受けている。このほか張麗俊の『水竹居主人日記』は櫟社の研究内容を紹介するものであり、日本統治時代の地方文学、経済、社会などの文化を紹介した作品も登場している。
この他『台湾日日新報』、『台南新報』、『台湾新聞』、『台湾民報』、『昭和新報』、『三六九小報』、『南瀛新報』などの新聞が発行され、伝統的な台湾の文学を紹介する媒体となっていた。

## 日本統治時代

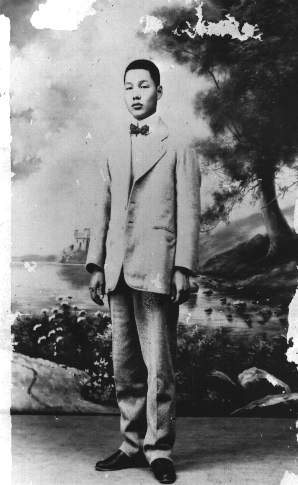
台湾新文学の父：頼和

文学は時代を映す鏡であり、時代の変遷とともに文化もまた複雑な変化の過程を辿ることとなり、台湾の文学もその歴史の影響を受けたことは例外ではなかった。当時青年期にあった台湾文学は中国大陸の影響を離脱し、日本統治時代に台湾の新文学が登場し独自の発展を遂げるようになったと言われていると同時に、中国古文を離脱した新文学運動は中国近代史と密接な関連を有す潮流であったことも否定できない。

### 白話文運動
1919年、東京市における台湾留学生組織である啓発会を新民会に改編すると共に、機関紙として『台湾青年』を創刊し、これは政治運動、社会運動の嚆矢となった。その後は『南音』、『台湾文芸』、『台湾新文学』などの文芸誌が次々とはじめられることとなった。古詩から脱却した台湾の近代文学は白話文運動の先駆者とされ、中国で発生した五四運動との関連性が研究者から指摘されている。新旧の異なる文学概念及び台湾における特殊な文学、言語環境はその後の新旧文学論戦へと発展した。しかし台湾の白話文運動は勃興して間もなく台湾総督府により制限を受けることとなり運動は低迷していく。

### 文学論戦
1930年代、白話文運動により熱を帯びた台湾文学の発展は、台湾総督府による制限により間もなくその潮流は消滅した。しかし1930年代初期になると台湾の文学、言語、族群意識による台湾郷土話文論戦が論じられるようになった。
1930年、黄石輝は東京において「郷土文学論争」を提唱した。それは日本という異なる環境の中で台湾の文学とは台湾の事物を描写したものであり、台湾の民衆を感動される文学を台湾語によって表現しようと提唱したものである。1931年、台北在住の郭秋生は黄石輝に賛同し、更に問題の深層化を行ない台湾語文論戦を提唱、台湾の作家は台湾語による作品発表を行なうべきであると提言を行ない、台湾新文学運動の父と称される頼和の全面的な支持を獲得するに至っている。その後台湾の文学は台湾語や中国語を使用し、台湾を主要な題材として描写すべきだとして、台湾新文学運動の文人間における大きな論点へと発展している。
しかしその後は戦時体制の強化と共に日本式教育が浸透したことでこれらの論争は充分な発展の機会を与えられることなく、最終的には総督府による皇民化政策に埋没する結果となった

### その後の影響
1934年から1936年にかけて張深切と頼明弘が中心となり、台湾人作家による台湾文芸聯盟が組織され、1936年11月には機関紙として『台湾文芸』が創刊された。その後は楊逵と葉陶により台湾新文学社が別組織として設立され、雑誌『台湾新文学』が創刊されている。これらは表面的には文芸活動を提唱していたが、実際には政治的な目的を有す文学結社としての性格が強かった。1937年の盧溝橋事件以降は総督府は国民精神総動員本部を設置すると共に皇民化運動を推進、中国語の使用制限政策により『台湾新文学』が廃刊に追い込まれている。戦時体制下の台湾人作家は日本人作家を中心とする団体の下に終結することが余儀なくされ、1939年に成立した台湾詩人協明会や1940年に改編された台湾文芸家協会 などの組織の中で活動していた。
文化面で言えば台湾文学は台湾人内部の心情と台湾文化の本質を探究しており、表面的には平淡な活動であってもその本質は政治運動、社会運動がもたらした衝撃と自己反省にあり、台湾文学界は台湾文化問題の思考に目覚め、台湾文化を基礎に台湾文学を確立しようとしたものであった。

### 日本語文学
1930年代から終戦にかけては、台湾における日本語文学の全盛時代であった。その時代を代表する作家としては、西川満、浜田隼雄、新垣宏一、楊逵、呂赫若、張文環、龍瑛宗などが挙げられる。このグループの最年少の作家は邱永漢であり、邱は台湾独立運動に関与して官憲に追われて香港に亡命、日本語で文学活動を続け、台湾独立運動について香港で書いて日本の文芸雑誌に寄稿した『密入国者の手記』が日本の文壇で激賞された。邱は1955年に日本に移住、『香港』で直木賞を受賞した。これは外国人初の直木賞受賞である。また、歌人の孤蓬万里は戦後の台湾で「台北歌壇」を主宰し、1996年に『台湾万葉集』で菊池寛賞を受賞した。

## 国民党時代
太平洋戦争終結後、台湾は中華民国の統治下に組み込まれる（台湾光復）。当初は中国国民党政府との蜜月状態が続いたが、文学と政治環境の相違より台湾文学は停滞期に突入する。この停滞は国民政府による言語政策に起因するものであり、国語推進政策や、1947年の二・二八事件などがその直接の原因である。加えて呂赫若、張文環、楊逵および王白淵等の著名作家が程度こそ異なれ政治迫害を受けたことにより、多くの作家が執筆活動を中断、台湾の文学作品は減少の一途を辿った。こうした状況下、狭義の台湾部文学停滞期とされる1960年代以前の戒厳令初期には、台湾自身とは無関係な反共文学や外省人作家による懐郷文学が数多く発表された。
1960年代から1980年代にかけて、政府の主導する反共文学と懐郷文学が大きな勢力を占める中、朝鮮戦争の終結以降、アメリカ合衆国政府からの経済援助によるアメリカの生活様式が浸透する中で、現代主義文学が萌芽してくることとなった。これらには小説以外に現代詩も含まれ定型化された反共文学への不満を表明すると共に伝統文化が内包する改革に反対する意識と反省を含むものであった。この文学潮流は1960年代から1970年代にかけて、白先勇、七等生、陳映真などの新進の現代主義文学作家を誕生させることとなった。また台湾の都市生活、農村経済、社会危機、価値観念などに対する理解の深化により王禎和、鍾理和、鍾肇政、李喬、黄春明などによる郷土写実文学と称される作品をも生み出している。これらの文学潮流は戦後台湾の「文化創造運動」として捉えられている。

### 反共文学
反共文学は1950年代の台湾における特徴的な文学形態であり、反共産党或いは反中国共産党を主軸とした文学作品である。国民党政府の指示以外に、北京語を母語とした外省人の支持を受け大きな文学潮流に成長した。反共文学の作家は朱西甯を初めとする軍人作家と、『異域』を発表した鄧克保を初めとする旧来の文学作品から転向した外省人作家である。1950年代は台湾に於ける反共文学の最盛期であったが、1960年代になると蔣介石が提唱した中華文化復興運動の影響を受け発表作品は減少の一途を辿った。

### 懐郷文学
反共文学と同系統である懐郷文学は中国大陸の記憶に基づく文学作品であり、その担い手は国民政府の支持を受けた外省人作家である。反共文学に比べ母語を一にする本省人にも比較的受け入れられたのが特徴である。本省人にも受け入れられた代表的な作品として、封建社会への批判と個人の描写が特徴とされる林海音による『城南旧事』が挙げられ、台湾社会の価値観に対し少なからずの影響を与えている。また広義の懐郷文学としては李敖や尼洛のような外省人作家による作品以外に、東南アジアの華僑作家による馬華文学および1970年代以降に登場した三三文学が含まれる。
若い世代により形成された三三文学は三民主義の三と、三位一体の三を組み合わせた概念である。胡蘭成と張愛玲の影響を深く受けた朱天文、朱天心、馬叔礼、謝材俊、丁亜民、仙枝などが中心となり、伝統的な中国文化と紅楼夢研究である紅学への傾倒による文学性の強調がその特性にある。この他、三三文学では保釣運動、李敖の全盤西化論、温瑞安による神州詩社などの運動への集結もその特徴である。しかしその文学運動はその活動開始後まもなくその行動主義が国家文化及び政治意識形態と衝突すると共に「情」と「愛」を理想に掲げており、1980年代初頭の外省人の文学意識の主流を占めるに至った。
このように中国文学と伝統思想を擁護した三三文学であるが、その後の政治潮流の中で次第に影響力を失いつつある。しかしその源流である懐郷文学は北京語が台湾で優位な言語地位を占めている結果、現在でも一定の市場を獲得している。

### 現代主義と郷土写実主義
朝鮮戦争の停戦とアメリカによる援助の影響を受け、1960年代の台湾社会はヨーロッパ文化・思想の影響を受けることとなった。これは政治経済面での一部開放以外に、文学でも実存主義やシュルレアリスムが隆盛となり、現代主義に代表される文学作品が数多く発表された。代表的な作家としては小説『孽子』を発表した白先勇、現実社会を超越し台湾人の内面を描写した小説『我愛黒眼珠』の七等生、ヨーロッパの価値観の優位性を唱えた小説『家変』を発表した王文興、文学のヨーロッパ化と簡易な用字を提唱した散文『小太陽』を発表した子敏、シュルレアリスムを追求した詩集『夢、或者黎明』を発表した商禽などが挙げられる。
1970年代以降になると台湾の生活の現実を描写した作品が発表されるようになった。これらの作品は台湾の都市、農村経済、社会問題、価値概念を作品に反映させると共に深化させたものであり、郷土写実文学と一般に称され、台湾独自の文学分野が成立したと称されている。代表的な作家としては王禎和、鍾理和、鍾肇政、李喬、黄春明などがあげられ、北京語と台湾語の間に存在する障害、そして1970年代から1980年代にかけて政府により冷淡な扱いを受けながらも、既存の文学を発展させながら発展させていった。

## 民主国家時代
1980年代になると台湾の政治環境と社会は大きな変化を迎えた。政治による制限が弱体化し、意図的に中国伝統文学の枠組みを打破し文化研究を主体とする趨勢の中、単純な題材を採用した政治文学と女性文学が誕生した。これらは単純な文学でなく、確実に台湾の現状を描写しており、21世紀以降に広く支持された文学分野となった。

### 政治文学
1979年、美麗島事件が発生し台湾の民主化が進行、白色テロの恐怖が過去のものとなり、1986年に戒厳令が解にされ、台湾における政治の自由化という時代が政治文学の成立の前提となっている。代表的な作家としては黄凡（『賴索』）、林双不、張大春（『将軍碑』）が挙げられ、台湾の政治の停滞期から民主化に向けた政治意識の高揚の過程を描き、省籍矛盾、国家意識などの対立、そして台湾の民主化への情熱を描写した作品が発表されている。
政治文学の最高傑作として評価されているのが龍応台の『野火集』である。卓越した手法で無政府主義に近い理念を描く、台湾の自力救済の潮流を生み出すと同時に、台湾社会の逸脱を提唱するものであった。社会逸脱はその後の政治文学における代表的な描写方式となっている。

### 女性文学
1980年代になると女性を主題材とした女性文学が登場する。戦後台湾で女性は文学の重要な支持者であったが、純文学以外に純愛小説、瓊瑤小説など貸本業による通俗文学の支持層で特に大きな比率を占めていた。広義にはこれらも女性文学に含まれることもあるが、狭義では台湾の女性文学とは台湾女性の意識を表現した文学であり、戒厳令解除前後に新たに登場したものである。
女性文学作者としては蕭颯、蕭麗紅、廖輝英、李昂などが挙げられる。作品は女性意識を強く描写し、男女関係の本質を問いかける内容となっている。伝統的な台湾社会で不公平な地位に甘んじていた女性の地位に批判を加え、社会の理解と同情を獲得する内容となっている。したがって女性文学は伝統社会と現代社会の過渡期を描写するものであり、その面では完全に自由な文学分野とは言えない面もある。実際に女性文学は時代とともに異なる様相を呈している。そうした中、蘇偉貞、朱天文、平路、朱少麟、張曼娟などの新旧作家が女性の観点で台湾社会を考察する作品を発表している。

### 多元化文学
1990年代以降、台湾の文学は多元化の時代を迎えた。既存の政治文学、女性文学、郷土文学、懐郷文学を新しい様式として再構築したほか、インターネット文学や励志文学を主体とする通俗文学が新たに登場した。また台湾の本土化が浸透したことから母語を積極的に取り入れた原住民文学、口伝文学、台湾語による作品なども重視されるようになった。その中でも台湾語による作品がこの時代背景を最も体現している分野と言えよう。

#### インターネットと励志文学
1990年代、「超文本文学」（hypertext literature）或いは「非平面印刷」と称されるインターネット文学が台湾で誕生、急速に普及した。その後はインターネットを媒体とした文芸活動が台湾の主流となってきた。一般的にインターネットは既存の文学の伝播方式に変化を与えるものであるといわれるが、文学概念の変化により新たな文学領域を創出し、台湾独自の新文学を創出するに至った。またその迅速な伝播性は台湾の文学を世界中の華人社会に浸透させることに成功し、痞子蔡のペンネームで『第一次的親密接触』を著した蔡智恒、『我們不結婚好嗎?』を著した藤井樹をはじめ、九把刀、鯨向海などの作家の誕生を促し、さらに作品が活字化される現象をもたらした。
また別の特徴としてはインターネットによる閲覧を前提に短編かつ軽い内容の励志文学と称される作品が主体となっている。代表的な人物としては絵本作家幾米、呉淡如、侯文詠、劉墉、呉若権などを挙げることができる。これらの作者の著作は文学評論家より酷評をされることもあるが、現在では現代台湾を映し出す文学作品として台湾の文学における重要な地位を占めるに至っている。また純文学に分類される都市小説作家である駱以軍、郝誉翔、陳雪、阿盛、袁哲生、林耀徳、舞鶴なども、通俗文学の影響を強く受けた作品を発表している。

#### 台湾語作品
戦後の二二八事件とそれに続く白色テロの時代、国民党の反共を国是とする抑圧された統治社会の中で台湾本島の文学は抑圧の対象となり、生存空間が奪われた時代があった。1970年代以降、国際情勢の変化と共に台湾の本土意識が次第に顕在化すると、郷土文学がその歴史の舞台に登場、台湾郷土文学論戦を経て台湾語作品が登場する環境が次第に整備されていくことになる。
戦後最も早く台湾語で詩を表現したのは林宗源であり、続いて向陽が1976年より台湾語の詩の創作に着手した。1980年代初頭には宋沢莱、林央敏、黄勁連、陳明仁、胡民祥なども創作活動に加わり、戒厳令が解除された1987年以降は政治的束縛の消滅と、それに伴い抑圧されていた文芸活動が一気に萌芽し、様々な題材を用いた小説、散文、演劇など大量の台湾語作品が発表され、陳雷、李勤岸、荘柏林、路寒袖、方耀乾などの作家が登場した。しかし1990年以前の台湾語は試験段階にあり、その用字法が一定でなく、作品も様々な方法で執筆されていた。
1990年代になると台湾語の用字法が次第に統一されるようになり、見慣れない新字や古字が淘汰されていった。これは台湾語作品の読者層拡大の一つの要因となり、台湾の本土化が今後も進むと考えられる現在、台湾語作品はますます隆盛していくものと考えられている。